# Erasmiphlebohecta picturata
Erasmiphlebohecta picturata är en fjärilsart som beskrevs av Alfred Ernest Wileman 1910. Erasmiphlebohecta picturata ingår i släktet Erasmiphlebohecta och familjen bastardsvärmare. Inga underarter finns listade i Catalogue of Life.